# Ковалевский, Валерий (политик)
Валерий Ковалевский (бел. Валерый Кавалеўскі; Бережное) — белорусский дипломат и оппозиционный деятель. 9 августа 2022 года был назначен Светланой Тихановской заместителем главы и представителем по международным делам Объединённого переходного кабинета Беларуси. До этого Ковалевский был представителем по международным делам, а затем главой Кабинета представителей в команде Тихановской.

## Биография

### Детство и образование
Родился в деревне Бережное Столинского района. Учился в сельской школе.
В 1998 году Кавалевский получил степень специалиста (эквивалент бакалавра) в области международных отношений в Белорусском государственном университете, в 2008 году — степень Executive MBA в Университете Козьминского, а в 2014 году — степень магистра дипломатической службы (MSFS) в Школе дипломатической службы Уолша в Джорджтаунском университете.

### Дипломатическая служба и жизнь в Вашингтоне
Ковалевский работал в Министерстве иностранных дел Беларуси с 1998 по 2006 год. Он специализировался на белорусско-американских отношениях, а затем занимался вопросами прав человека в международных организациях. В июне 2005 года он представлял Беларусь в Совете Европы в Страсбурге в качестве советника отдела по правам человека Департамента гуманитарного сотрудничества и прав человека министерства. В сентябре 2005 года представлял министерство на встрече Международной организации по миграции в Женеве.
В 2001—2004 годах Кавалевский был прикомандирован к посольству Беларуси в США в качестве первого секретаря для работы над политическими вопросами. В 2002 году он недолго был поверенным в делах Беларуси в США. Ковалевский ушёл с дипломатической службы во время «джинсовой революции», когда Лукашенко остался у власти на третий срок после спорных президентских выборов 2006 года.
До того как присоединиться к команде Светланы Тихановской в декабре 2020 года, Ковалевский работал в Группе Всемирного банка в Вашингтоне.

## Деятельность

### Социально-культурная
В 2015 году Валерий занимал должность директора по стратегии и связям с общественностью Белорусско-американской ассоциации.

### Оппозиционная
В январе 2011 года Кавалевский был арестован белорусским КГБ за поддержку Андрея Санникова, который был ведущим кандидатом на президентских выборах в Беларуси в 2010 году. Он провел 12 дней административного ареста в следственном изоляторе «Окрестина» и три дня в тюрьме КГБ. 16 сентября 2014 года принял участие в акции протеста в Вашингтоне возле посольства Беларуси, требуя предоставить информацию о Викторе Гончаре и Анатолии Красовском, которые были похищены в 1999 году в Минске.
В 2015 году Ковалевский заявил, что российско-белорусское соглашение о создании Россией авиабазы в Беларуси является нарушением белорусской конституции, противоречит желанию белорусов и ставит Беларусь на «линию конфликта» между Россией и Западом, в то время как Россия «стала полностью привержена опасной геополитической повестке дня, подрывающей международную безопасность».

#### Белорусские протесты 2020—2021
Валерий вернулся из США в Минск в августе 2020 года и принял участие в белорусских протестах, которые последовали за спорными президентскими выборами. Во время протеста 22 ноября 2020 года его повалили на землю и задержали на несколько дней. В декабре 2020 года он присоединился к команде Светланы Тихановской в Литве. В ноябре 2021 года в Канаде Ковалевский обсуждал белорусскую ситуацию с Amnesty International, The Canadian Press и Halifax International Security Forum. В июле 2022 года, во время вторжения России в Украину, Валерий возглавил офис Тихановской в Киеве. Он вел переговоры с украинским уполномоченным по правам человека Дмитрием Лубинцом, об условиях разрешения белорусам, которые поддерживают Украину, оставаться на территории страны без депортации.

#### Объединённый переходный кабинет Беларуси
Ковалевский был назначен членом Белорусского объединённого переходного кабинета 9 августа 2022 года. В октябре 2022 года Ковалевский и Тихановская начали переговоры о союзе с украинским правительством против возможности полного контроля России над Беларусью.